# Ioulia Bogdanova
Pour les articles homonymes, voir Bogdanova.
Ioulia Alekseïevna Bogdanova (en russe : Юлия Алексеевна Богданова), née le 27 avril 1964 à Leningrad (RSFS de Russie), est une nageuse soviétique, spécialiste des courses de brasse.

## Carrière
Ioulia Bogdanova remporte deux médailles d'or aux championnats d'Europe de natation 1977, l'une en 100 mètres brasse et l'autre en 200 mètres brasse. Elle est aussi médaillée d'argent en relais 4 × 100 mètres 4 nages. Elle détient du 7 avril au 24 août 1978 le record du monde et le record d'Europe de natation dames du 200 mètres brasse en 2 min 33 s 32.
Elle remporte trois médailles aux championnats du monde de natation 1978, l'une en or en 100 mètres brasse où elle bat le record du monde et le record d'Europe en 1 min 10 s 31, une autre en argent en 200 mètres brasse et une dernière en bronze en relais 4 × 100 mètres 4 nages.
Elle est médaillée de bronze olympique du 200 mètres brasse aux Jeux olympiques de 1980 à Moscou.